# Avidagos
Avidagos ist ein Ort und eine ehemalige Gemeinde im Nordosten Portugals.
Insbesondere seit den 1960er Jahren ist Avidagos, wie die meisten Gemeinden der strukturschwachen Region Alto Trás-os-Montes, durch Abwanderung (insbesondere nach Frankreich und Luxemburg) und Überalterung gekennzeichnet.
2019 war Avidagos Gastgeber der „VI. Feira do Queijo e do Mel“, der sechsten Auflage des öffentlichkeitswirksamen Käse- und Honigmarktes. In jedem Jahr findet dieser in einer anderen Ortschaft der Gemeinde  Avidagos, Navalho e Pereira statt, um sowohl die traditionelle Lebensmittelherstellung und das Kunsthandwerk der Region als auch das gesellschaftliche und wirtschaftliche Leben in der ländlichen Gemeinde zu fördern. Dabei stellen sich lokale Unternehmen und Initiativen mit ihren Produkten vor, und es gibt gastronomische und kulturelle Angebote, teils mit Volksfestcharakter.

## Geschichte
Der heutige Ort entstand möglicherweise im Verlauf der mittelalterlichen Reconquista.
Die Gemeindekirche wurde im 16. Jh. errichtet und steht heute unter Denkmalschutz. 1758 zählte die Gemeinde 270 Einwohner.
Avidagos gehörte zum Kreis Lamas de Orelhão, seit dessen Auflösung 1853 ist die Gemeinde dem Kreis Mirandela angegliedert.
Mit der Gemeindereform 2013 wurde die Gemeinde Avidagos aufgelöst und mit zwei weiteren zur neuen Gemeinde Avidagos, Navalho e Pereira zusammengefasst.

## Verwaltung
Avidagos war Sitz einer gleichnamigen Gemeinde (Freguesia) im Kreis (Concelho) von Mirandela im Distrikt Bragança. Die Gemeinde hatte 245 Einwohner und eine Fläche von 17,45 km² (Stand 30. Juni 2011).
Folgende Ortschaften gehörten zur Gemeinde:
- Avidagos
- Carvalhal
- Palorca

Mit der Gebietsreform vom 29. September 2013 wurden die Gemeinden Avidagos, Navalho und Pereira zur neuen Gemeinde União das Freguesias de Avidagos, Navalho e Pereira zusammengeschlossen. Avidagos ist Sitz dieser neu gebildeten Gemeinde.